# Советизация Армении (1920)
Советизация Армении (арм. Հայաստանի խորհրդայնացումը), также известная как армяно-советская война (арм. Հայ-սովետական պատերազմ) и вторжение Красной Армии в Армению (арм. Կարմիր բանակի ներխուժումը Հայաստան) проводилась 11-й армией РСФСР с 24 сентября по 29 ноября 1920 года с целью установления нового советского правительства в Первой Республике Армения, бывшей территории Российской империи. Она совпала с двумя одновременными событиями в Армении: армяно-турецкой войной и антиправительственным восстанием, организованным местными армянскими большевиками в Эривани — столице Армении, а также в других городах и населённых пунктов внутри страны. Закончилась свержением правительства Первой Республики Армения и созданием Социалистической Советской Республики Армения.

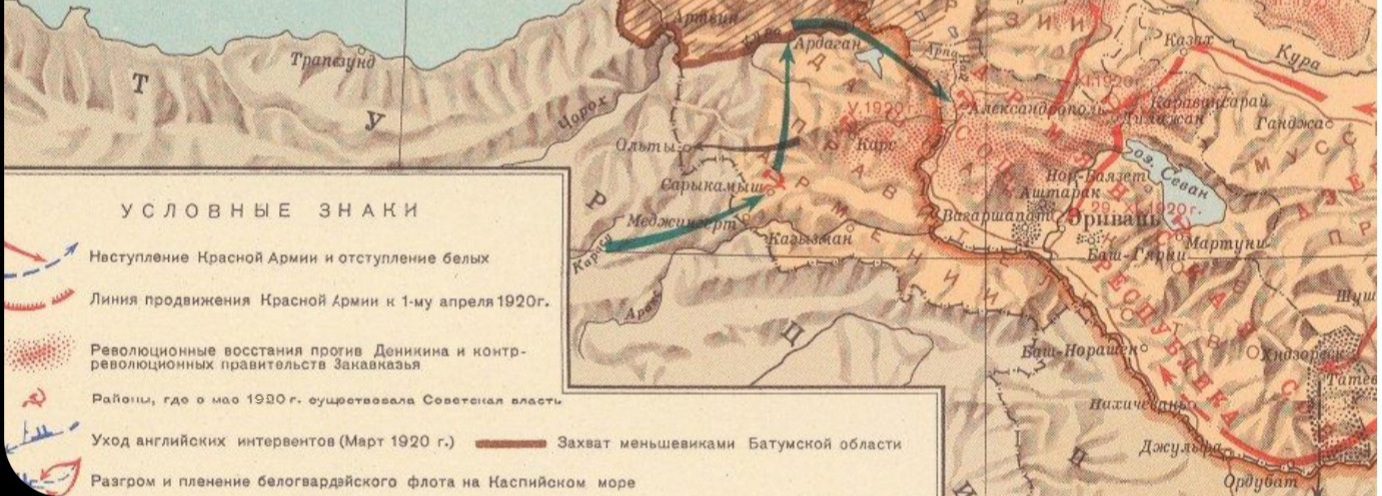
Советизация Армении в период с мая 1920 года по июль 1921 года

## Предыстория
В период с 1918 по 1920 год Армения находилась под правлением партии «Дашнакцутюн», которая отличалась социалистическими и националистическими взглядами. Это правительство стремилось к ориентации на Запад, что в основном объяснялось тем фактом, что президент США В. Вильсон составил карту для Армении в соответствии с Севрским договором. В то время как армянское правительство верило в реализацию того, что сейчас известно как Вильсоновская Армения, большевики и кемалисты заявляли о хрупкости новосозданного государства.
В июле–августе 1920 года прошёл II конгресс Коммунистического Интернационала, который в своем манифесте отметил что в «конфликте между Антантой и Турцией Армения играла такую же значимую роль, как Бельгия во время конфликта с Германией или Сербия при столкновении с Австро-Венгрией. Однако после создания Республики Армения — государства без четких границ и перспектив — Вильсон отказался от армянского мандата, предложенного Лигой Наций, поскольку Армения не имела достаточных ресурсов, таких как нефть или платина. Таким образом, „освобождённая“ Армения оказалась более уязвимой, чем раньше».
Вдохновлённые успехом большевиков в Азербайджане, армянские коммунисты провели военный переворот в мае 1920 года, что привело к отставке правительства Врацяна. Однако новое правительство Оганджаняна оперативно задавило восстание с помощью жёсткой политики.
С одной стороны, кемалистская Турция планировала напасть на Армению, в то время как большевики стремились советизировать её. Было ясно, что обе стороны могут добиться успеха, если будут действовать согласованно. РСФСР не прочь использовать турецкую агрессию для советизации Армении и поэтому пропагандировала агрессивные действия Турции.
Такая политическая атмосфера вдохновила большевиков, особенно Троцкого, который поддерживал идею перманентной революции. Он стремился распространить революцию на Восток, начиная с Персии. Для этой цели в сентябре 1920 года в Баку был созван Съезд народов Востока. В ходе съезда был сформирован Совет пропаганды и действий народов Востока, который в своей резолюции от 17 сентября выступил за насильственную советизацию Армении с помощью турецкой агрессии.
После поражения армянских войск туркам в октябре–ноябре 1920 года Красная Армия вторглась в Армению, и в ноябре 1920 года была образована Армянская Советская Социалистическая Республика. Красная Армия встретила военное сопротивление только в Сюнике, где Гарегин Нжде и его солдаты сражались до июля 1921 года.